# هوکوریکو شینکانسن
هوکوریکو شینکانسن (انگلیسی: Hokuriku Shinkansen) یک خط قطار تندرو در ژاپن است. این خط که ۱۹۹۷ تأسیس شده دارای ۱۳ ایستگاه و ۳۴۵٫۵ کیلومتر طول است.

## نگارخانه

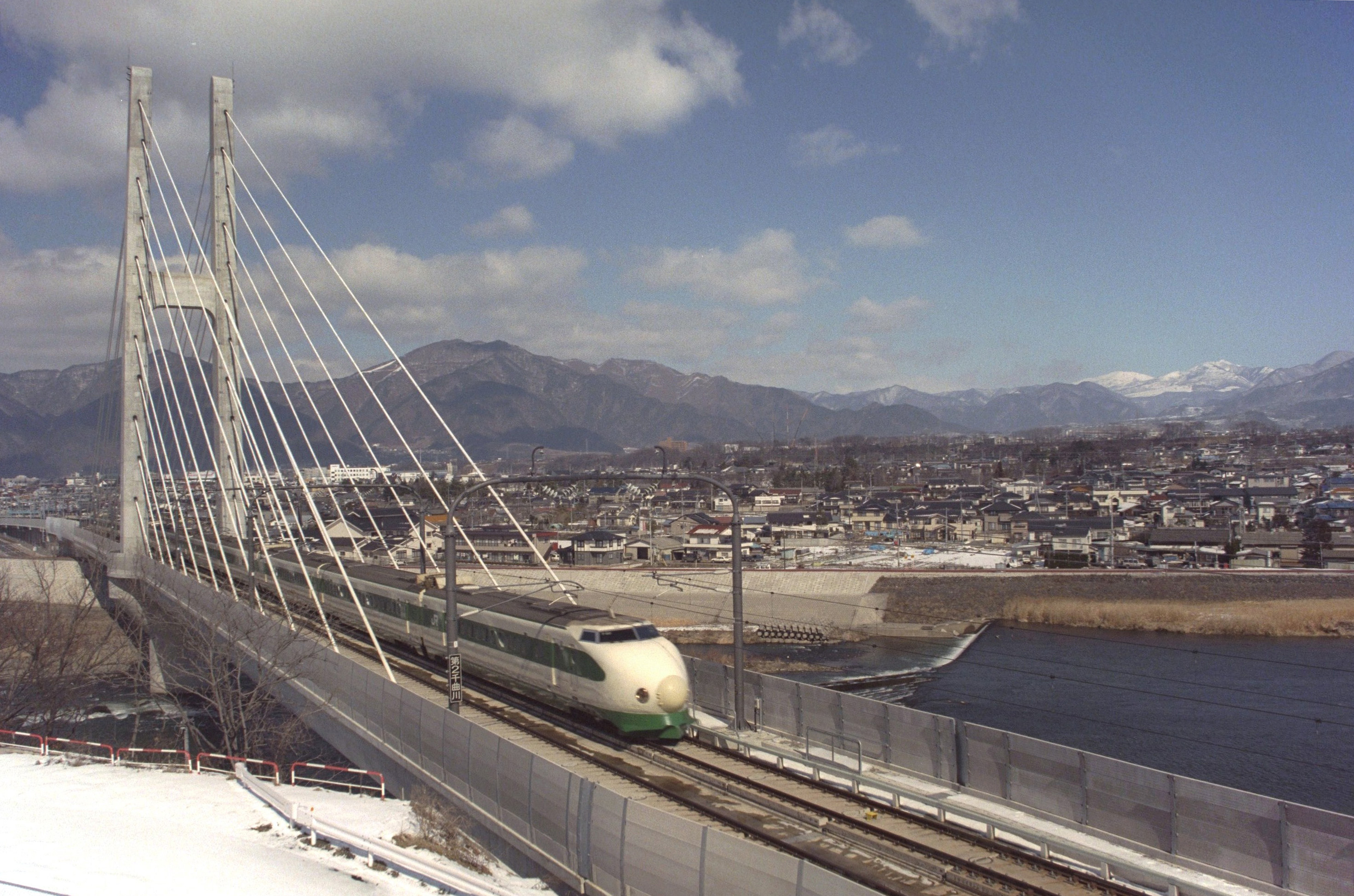
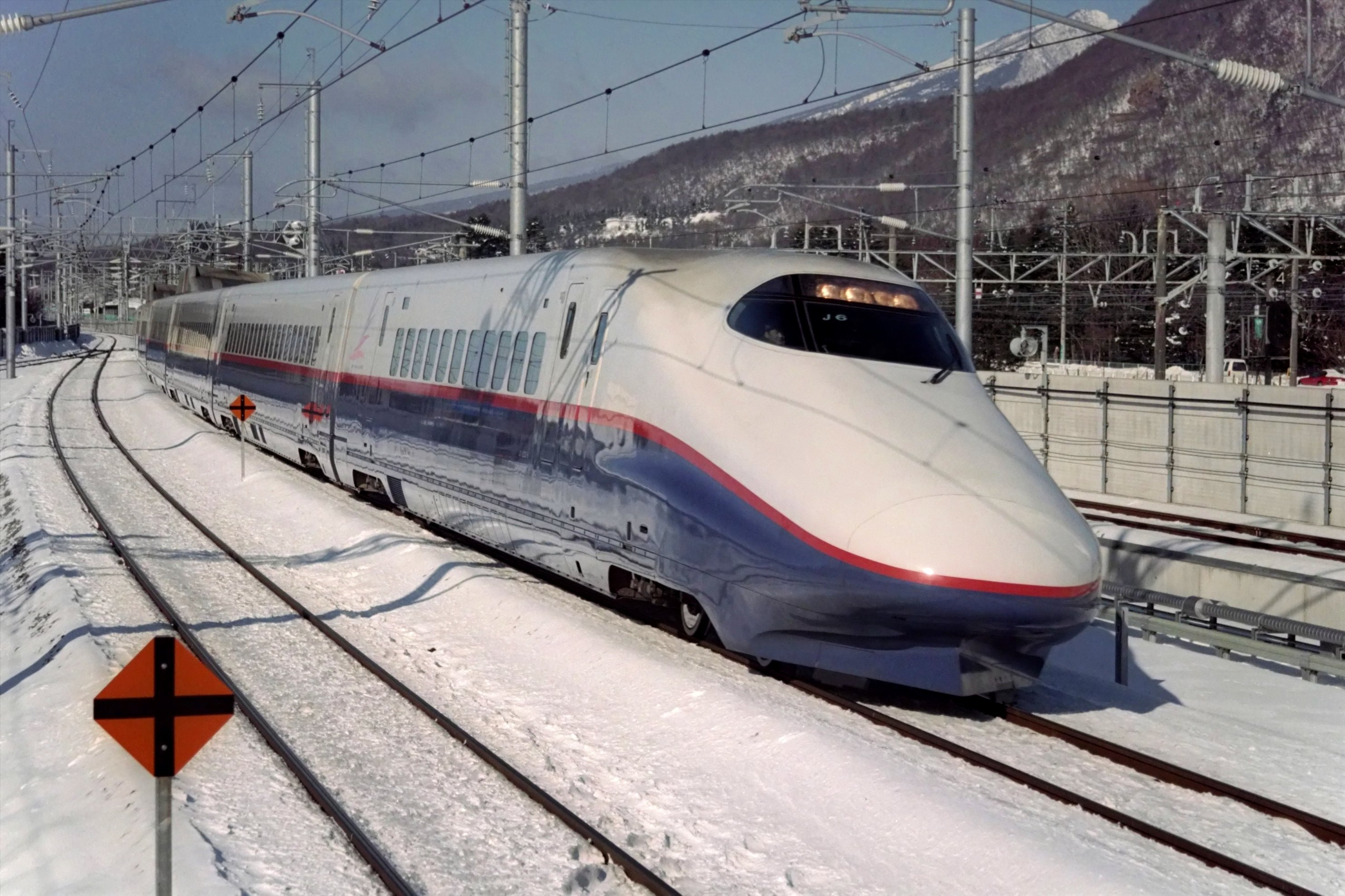
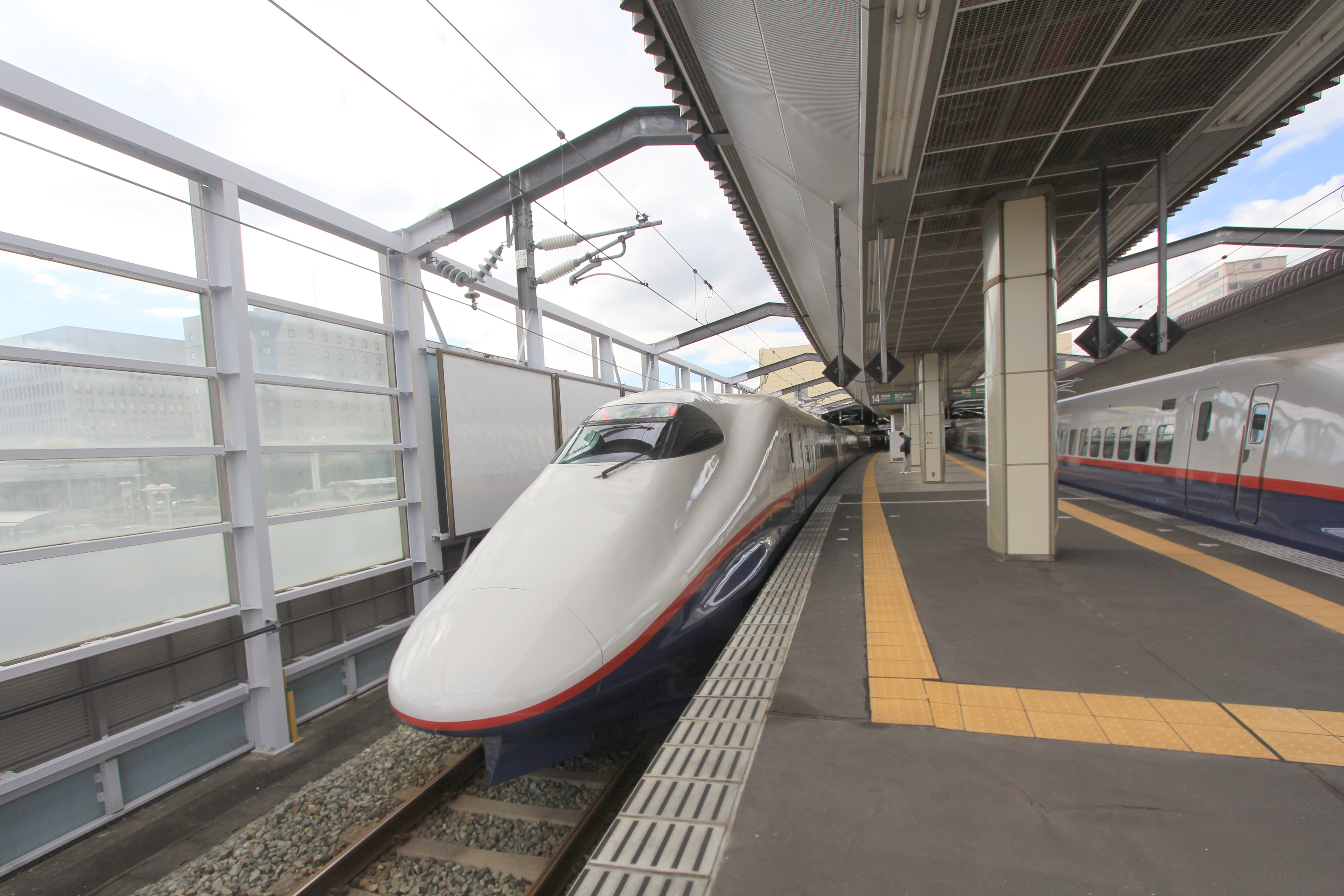
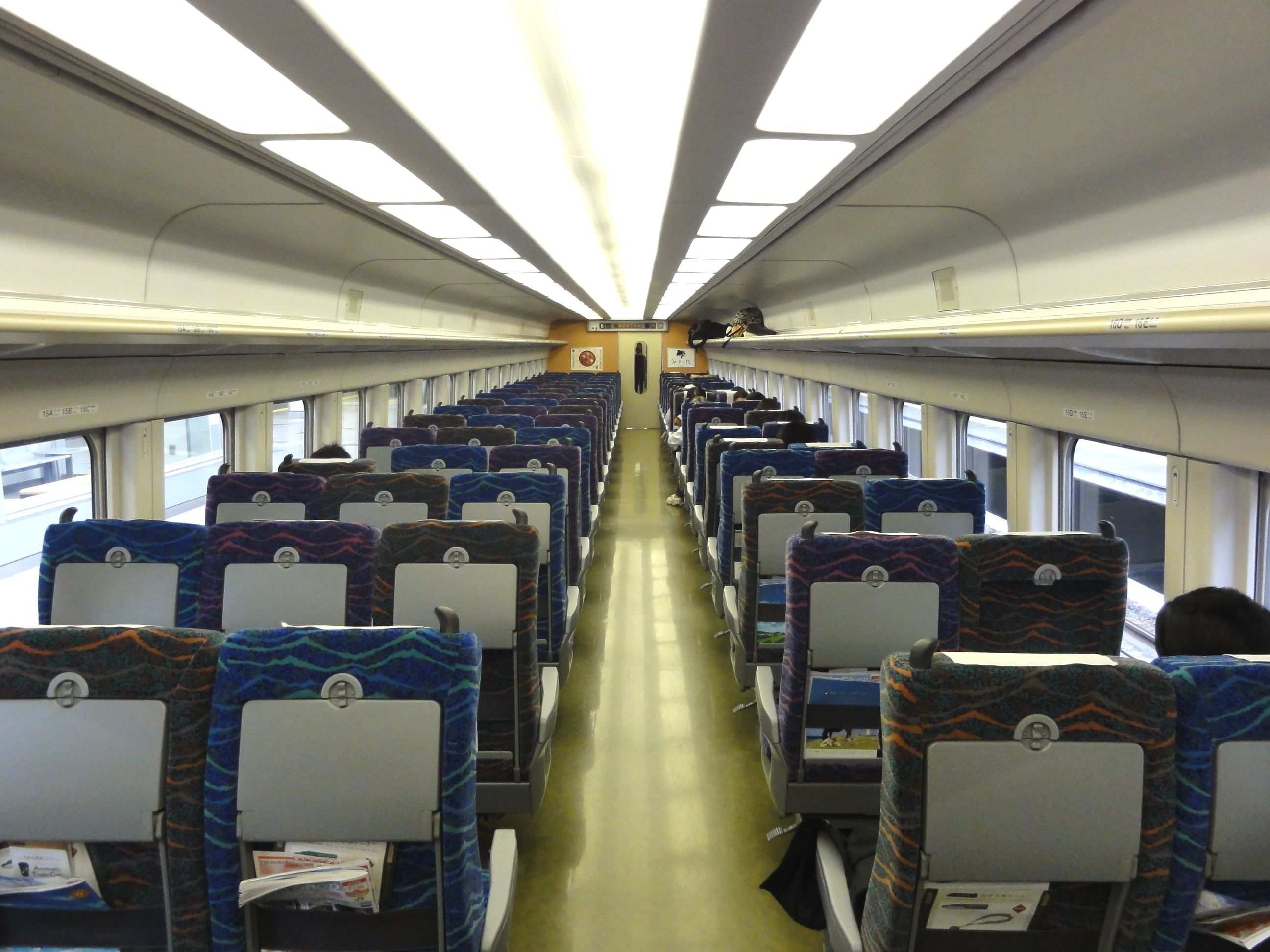